# 马斯基托
马斯基托（義大利語：Maschito），是意大利波坦察省的一个市镇。总面积45平方公里，人口1767人，人口密度39.3人/平方公里（2009年）。ISTAT代码为076047。